# Bárány János (forradalmár)
Bárány János (Répcelak, 1930. január 24. – Budapest, 1959. február 18.) szerszámkészítő, forradalmár, az 1956 utáni megtorlás mártírja.

## Élete
Édesanyját nagyon korán elvesztette, nagyszülei nevelték. Hétéves volt, amikor apja magához vette. A nyolc általános elvégzése után lakatosnak tanult, 1948-ban szerzett segédlevelet a Csepel Vas- és Fémművekben. Itt kezdett dolgozni szerszámkészítő lakatosként, mindvégig ez volt a munkahelye. Később kitanulta a fémgyalus szakmát is. 1950-ben megnősült, a következő évben az ÁVH-hoz hívták be katonának, itt családi problémái miatt öngyilkosságot kísérelt meg. 1954-ben jelentkezett a pártba, de nem vették fel, jóllehet kétszeres sztahanovista volt.
Csatlakozott az október 23-i tüntetéshez. A Magyar Rádió ostromához Csepelről munkásokat, valamint fegyvereket hozott. 25-én vagy 26-án a Tompa utcai csoport a vezetőjévé választotta. Az egység a közrendet biztosította, de többször harcolt a szovjet csapatok ellen is. Október 30-án egyike volt azoknak, akik Tildy Zoltán államminiszterrel tárgyaltak. A november 4-i szovjet katonai benyomulásnak a csoport keményen ellenállt.
Amikor a fegyveres küzdelem elbukott, november 15-én elindult barátnőjével, Hajnal Klárával az osztrák határ felé. Három nappal később azonban Horvátzsidánynál a magyar határőrök elfogták, és Szombathelyre vitték őket. Innen 21-én érkeztek vissza Budapestre, mivel három napig fogva tartották őket.
Csepelre visszatérve a gépgyár munkástanácsának tagja lett, majd a Csepeli Forradalmi Ifjúsági Szövetség delegáltjaként beválasztották a Csepeli Nagymunkástanácsba. Csatlakozott a Bástya csoport nevű illegális mozgalom fegyveres szervezkedéséhez: röpcédulákat terjesztett és fegyvereket gyűjtött.
Először december 10-én tartóztatták le, s bár január 22-én szabadlábra helyezték, április 20-án ismét bebörtönözték. Közben márciusban válóperi keresetet nyújtott be, májusban felbontották a házasságát. A Nagy József és társai elleni per ötödrendű vádlottjaként a Fővárosi Bíróság hírhedt, Tutsek Gusztáv vezette népbírósági tanácsa 1958. május 22-én halálra ítélte. A Borbély János, a „mosolygó halál” vezette – másodfokon eljáró – Legfelsőbb Bíróság tanácsa emelte jogerőre az ítéletet 1959. február 10-én. A kegyelmi kérvénye elutasítása után Bárány Jánost 1959. február 18-án kivégezték.